# Cycnos fils de Poséidon
Pour les articles homonymes, voir Cycnos.

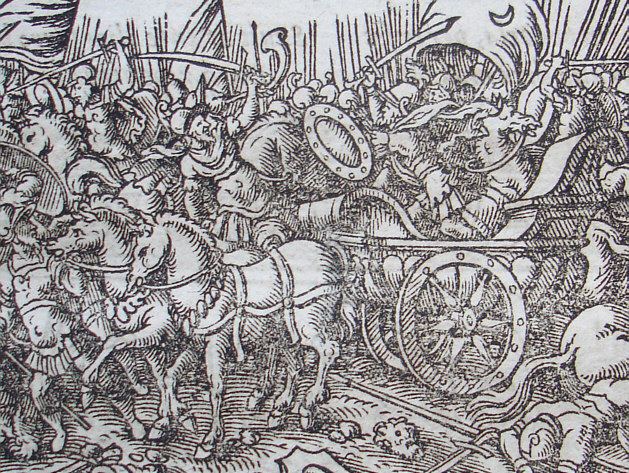
Achille (à droite), portant épée et bouclier, sur son char, pourchassant Cycnos (à gauche) ; Gravure de Virgil Solis illustrant l’œuvre du poète latin Ovide Métamorphoses dans une édition de 1581.

Dans la mythologie grecque, Cycnos (en grec ancien Κύκνος / Kúknos, en latin Cygnus, « cygne »), fils de Poséidon et de Calycé, fille d'Hécato, est roi de Colones en Troade, au sud-ouest de Troie, vis-à-vis de l'île de Ténédos,,. Son royaume est contigu à celui de Troie. Il a la réputation d'être invulnérable. Il est tué par Achille durant la guerre de Troie.

## Aperçu généalogique
On le fait communément fils du dieu Poséidon et de Calycé, fille d'Hécato,. Mais on trouve parfois comme sa mère Harpalé (Ἁρπάλη / Harpálê) ou encore Scamandrodicé (Σκαμανδοδίκης / Skamandodíkês) dont le nom rappelle le fleuve Scamandre de Troade.
Il porte le nom de Cycnos, « cygne » en grec. Cela est dû à sa mère Scamandrodicé qui l'a abandonné sur le rivage d'un fleuve ou de la mer et alors nourrisson, il est recueilli et sauvé par des pécheurs qui le découvrent alors que des cygnes s'envolent au-dessus de lui ; ou bien s'agit-il du fait qu'il a une peau très blanche lui donnant une tête claire, plutôt considérées comme d'aspect féminin.
Il se marie avec Procléia, une fille de Laomédon,, roi de Troie, ou bien est-ce du fils de ce dernier, Clytios.
Ils ont un fils et une fille : Ténès (Tennès), parfois considéré comme fils d'Apollon,, et Hémithéa,,, nommée quelquefois Leucothée (Λευκόθεα / Leukóthea, « blanche déesse », « divine blancheur ») s'il ne s'agit pas d'une autre fille.
L'auteur latin douteux Dictys de Crète considère à la place des précédents d'autres enfants mâles Cobis (sic en latin Cobin) et Corian (Corianurn) et une autre fille Glaucé (Glaucen).
Procléia décède pour des raisons inconnues avant son mari. Cycnos se remarie avec Philonomé, fille de Tragasos, ou Cragasus (Κράγασος / Krágasos). Elle est parfois nommée Polyboia (Πολύβοιαν / Polúboian) ou trouve-t-on encore le nom de Scamandria (« du [fleuve] Scamandre »).

## Exil de son fils vers l'île deTénédos

(Légendes en anglais)
Aperçu de la Troade (en:Troas), avec la petite île de Ténédos au centre à gauche en face de la ville côtière de Colones (en:Colonae) et la ville de Troie (en:Troy) sur le fleuve Scamandre (en:Scamander) irriguant toute la région.

Philonomé tombe amoureuse de son beau-fils. Ne pouvant parvenir à ses fins, elle le calomnie auprès de son père, peut-être par l'intermédiaire d'un témoin joueur de flûte nommé Eumolpos ou Molpos,,.
Furieux et ayant cru les calomnies, Cycnos fait enfermer Ténès dans un coffre qu'il jette à la mer. Sa sœur Hémithéa pleurant son malheureux frère subit la même peine. Emporté par les flots, le coffre finit par échouer sur l'île voisine. Ses habitants surpris à l'ouverture du coffre d'y trouver deux personnes pleines de vie, les regardent comme envoyées du Ciel, protégés du dieu Poséidon, et leur donne leur île comme leur royaume. C'est la raison pour laquelle l'île, d'abord nommée Leucophrys, prend le nom de Ténès, ou île de Ténédos.
Apprenant plus tard la vérité, Cycnos s'embarque pour avouer son imprudence et en obtenir pardon ; il aborde dans l'île et à l'aide d'une corde, d'un câble, il attache son navire à une pierre ou à un arbre. Cycnos le conjure d'oublier sa cruauté, mais Ténès, par colère, sourd à ses prières, et ne voulant point qu'il mette pied à terre, rompt le lien d'un coup de hache. Cette hache devient proverbiale dans la culture gréco-romaine : « il l'a coupé avec la hache Ténédienne » signifie que dans toute affaire embarrassante, on tranche la difficulté,,. 
Cycnos se vengera en faisant lapider le joueur de flûte et enterrer sa femme vivante,.
Diodore donne une autre version moins mythologique : Ténès, plein de vertu, suivi par ses compagnons, est allé coloniser l'île alors déserte et fonda une ville appelée Ténédos. Sa gestion de l'île ravit ses habitants qui lui dresseront un temple à sa mémoire où les joueurs de flûte seront interdits d'entrer.
Ceci est l'explication mythologique de l'étymologie du nom de l'île de Ténédos. D'autre plus prosaïque suggère que l'île pouvait être un centre de production d'argile rouge utilisée dans les poteries réputées de l'île.

## Jeux funèbres en l'honneur de Pâris
Selon Hygin, il participe aux jeux funèbres organisés par Priam qui a érigé un cénotaphe en l'honneur de son fils Pâris qu'il a ordonné d’assassiner et qu'il croit mort. De nombreux autres héros y participent : Nestor, quelques fils de Priam, Hélénos, Déiphobe, Polites, ainsi que Télèphe, fils d'Hercules, Sarpédon, fils de Zeus… mais aussi Pâris-Alexandre dont alors on ignore qu'il est en vie et son identité. C'est d'ailleurs lui qui remporte et se voit reconnaître sa filiation à Priam.

## À la guerre de Troie
Il prend aussi part à la guerre de Troie, aux côtés des Troyens. Il tue de nombreux Grecs grâce à l'invulnérabilité que Poséidon lui avait conférée. Ainsi, les traits que lui lance Achille n’ont aucun effet. D’après Apollodore, Achille parvient pourtant à le tuer en lui lançant une pierre à la tête , son point vulnérable. D’après Ovide, Achille s’élance vers lui, le frappe au visage avec rage, le fait trébucher puis, le maintenant sous son bouclier contre un rocher, l’étrangle. Cependant Poseidon le transforme en cygne avant qu’il n’expire .
Dictys de Crète ajoute que Cycnos lance son attaque secrètement et à l'improviste, alors que les Grecs, qui ne pensent pas à craindre l'ennemi, sont occupés à la cérémonie funèbre en l'honneur de Protésilas, le premier grec à périr sous les coups d'un premier assaut troyen mené par Hector. Les Grecs s'enfuient. Ceux qui ne prenaient pas part à la cérémonie se réunissent et marchent en force vers les troupes de Cycnos. Parmi eux se trouve Achille. Monté sur char, il tue tous les ennemis qui croisent son chemin, cherchant soit Hector, soit Cycnos. La mort de Cycnos permet aux Grecs de contenir l’assaut troyen et de repousser de dix ans le destin final du chef troyen Hector qui tombera aussi sous le joug d'Achille,,. Sa mort a endeuillé les Troyens.
Les attaques réitérées des Troyens et les pertes que les Grecs éprouvent inquiètent les chefs grecs, qui divisent l'armée et se résolvent à presser les villes voisines de Troie en portant des incursions sur tous les points de leur territoire. Le royaume de Cycnos est le premier concerné. Les troupes grecques s'en emparent et le ravagent. Certaines villes sont prises d'assaut, comme Cille, d'autres sont épargnées mais doivent parfois livrer les enfants de Cycnos qui y avaient trouvé refuge. C'est ainsi, selon Dictys de Crète, que Cobis et Corian sont livrés par la population aux Grecs et que Glaucé est offerte en récompense à Ajax fils de Télamon, qui a pris part à l'attaque du royaume de Cycnos . Thétis, mère d'Achille, donne l'armure complète de Cycnos à Agapénor durant les jeux funèbres organisés en l'honneur de son fils.
Palaiphatos ne croit pas à l’invulnérabilité de Cycnos, qui n'est selon lui que le dire de témoins. Voyant le cadavre de Cycnos sans vie, il se souvient de lui comme d’un homme de guerre, expert au combat, et qui n'avait jamais été blessé. Il ajoute que d'autres héros connaissent pareil fait, comme Ajax fils de Télamon, également réputé invulnérable, mort de sa propre épée, de sa propre main. Il parle aussi de Cénée.